# Nolberto Solano
Nolberto ("Nol") Albino Solano Todco (Callao, 12 december 1974) is een voormalig voetballer afkomstig uit Peru. Hij speelde als middenvelder en begon zijn profloopbaan in 1990 bij Southampton. Solano speelde in totaal 95 officiële interlands voor Peru. Onder leiding van bondscoach Miguel Company maakte hij zijn debuut voor zijn Zuid-Amerikaanse vaderland op 2 mei 1994, toen hij als basisspeler aantrad in de vriendschappelijke wedstrijd tegen Colombia (1-0) in Miami. Solano speelde het grootste deel van zijn loopbaan in Engeland. Na zijn actieve loopbaan, afgesloten in 2012, was hij korte tijd werkzaam als trainer-coach.

## Erelijst
Sporting Cristal
- Primera División Peruana

1994, 1995, 1996
 Universitario de Deportes
- Primera División Peruana

2009